# Dziuńków
Dziuńków (ukr. Дзюньків) – wieś na Podolu, przy zlewie rzeczki Kojanki z rzeką Rosią w rejonie pohrebyszczeńskim obwodu winnickiego.
Prywatne miasto szlacheckie położone w województwie bracławskim. W 1789 było własnością Przezdzieckich.
Należał do Komarów Sutyskich, Hulewiczów, Żytyńskich, ks. Zbaraskich i innych. Miejsce zamieszkania Ernesta Rzewuskiego.
Bitwa pod Dziuńkowem miała miejsce w 1920 r.